# Джон Еванс
Джон Еванс (англ. John Evans; 19 серпня 1877 — 10 червня 1990) — британський довгожитель, вік якого підтверджено Групою геронтологічних досліджень (GRG), Книгою рекордів Гіннеса та Групою LongeviQuest (LQ). З 25 листопада 1988 року і до своєї смерті, він був найстарішим живим чоловіком на Землі та найстарішим чоловіком в Великій Британії, але його рекорд був побитий 29 березня 2009 року англійцем Генрі Аллінгемом. Також на момент смерті він був одним із 10 найстаріших чоловіків у світі, чий вік був підтверджений. Помер у віці 112 років 295 днів, за 2 місяці до свого 113-річчя.

## Біографія
Народився 19 серпня 1877 року. У 13 років працював шахтарем і через 60 років був змушений піти у відставку через тодішні правила Національної вугільної ради.
У віці 108 років, Еванс був найстарішою людиною, якій встановили кардіостимулятор, після чого він швидко зміг повернутись до звичайного життя, чим здивував лікарів.
Свій 110-й день народження він відзначив у Лондоні, куди приїхав вперше у житті. Його розпорядок дня завжди починався з улюбленого сніданку: миски висівок і трохи меду в кип'яченій воді.
Джон Еванс помер уві сні, вдома 10 червня 1990 року, у віці 112 років 295 днів. За словами його невістки, за кілька днів до смерті він скаржився на погане самопочуття. У нього було 4 дітей, 6 внуків та 9 правнуків.